# Benito Márquez
Benito Márquez Martínez (Sevilla, 1858-Barcelona, 1927) fue un militar español de comienzos del siglo XX, presidente de la Junta de Defensa de Infantería y principal promotor del movimiento de las Juntas de Defensa.

## Biografía
Benito Márquez Martínez nació en Sevilla en 1858. Combatió en las guerras de Filipinas (donde fue acusado de estafa por no devolver sus deudas a otros oficiales) y Cuba. Siendo coronel jefe del Regimiento de Vergara, de guarnición en Barcelona, fue el dirigente más conocido de las Juntas de Defensa, movimiento de protesta militar contra el gobierno, por razones laborales y políticas, que se extendió por toda España, sobre todo entre los oficiales de graduación intermedia. En mayo de 1917 fue elegido presidente de la Junta de Defensa del Arma de Infantería de Barcelona.
A finales de mayo de 1917 fue detenido junto con otros militares junteros y arrestado en el castillo de Montjuich. La solidaridad demostrada por otras partes del ejército, que pidieron su liberación -1 de junio de 1917-, en un poco disimulado desafío al gobierno de Manuel García Prieto, lograron la dimisión del presidente y que el rey Alfonso XIII nombrara a Eduardo Dato, que optó por liberar a los arrestados y legalizar las Juntas.
En la huelga general del 10 al 13 de agosto de 1917, participó en la represión ordenada por el gobierno, destacando en la efectuada sobre los huelguistas de Sabadell.
Durante un breve tiempo fue presidente de la Junta Central de Defensa del Ejército. Tras su expulsión de la carrera militar en 1918 tuvo que exiliarse a Cuba, donde trabajó para la Compañía de Tabacos. Alejado de la política, falleció en Barcelona el 14 de noviembre de 1927.
Ha sido definido como «un personaje bienintencionado pero carente de conocimientos», o como un coronel de «escasas luces políticas».